# تران له کوک توان
تران له کوک توان (ویتنامی: Trần Lê Quốc Toàn؛ زادهٔ ۵ آوریل ۱۹۸۹) وزنه‌بردار اهل ویتنام است.
وی در مسابقات کشوری و بین‌المللی در مجموع برندهٔ ۱ مدال طلا، ۲ مدال نقره، ۲ مدال برنز شده‌است.